# Port lotniczy Wuhan-Tianhe
Port lotniczy Wuhan-Tianhe (IATA: WUH, ICAO: ZHHH) – międzynarodowy port lotniczy położony 26 km na północ od centrum Wuhanu, w prowincji Hubei, w Chinach.

## Linie lotnicze i połączenia
| Linia Lotnicza            | Kierunek |
| ------------------------- | --- |
| 9 Air                     | 1. Chengde 2. Dalian 3. Guangzhou 4. Zhangye |
| AirAsia                   | 1. Kota Kinabalu |
| Air China                 | 1. Baotou 2. Pekin 3. Pekin-Daxing (od 1 grudnia 2024) 4. Changchun 5. Chengdu-Shuangliu 6. Chengdu-Tianfu 7. Chongqing 8. Dazhou 9. Guangzhou 10. Guiyang 11. Haikou 12. Hohhot 13. Huizhou 14. Jieyang 15. Korla 16. Lanzhou 17. Linfen 18. Makau 19. Qingdao 20. Shenyang 21. Shenzhen 22. Tiencin 23. Urumczi 24. Xiamen 25. Xi’an 26. Zhanjiang 27. Zhuhai |
| Beijing Capital Airlines  | 1. Dalian 2. Enshi 3. Haikou 4. Lijiang 5. Qingdao 6. Sanya 7. Shenyang 8. Yantai |
| Cathay Pacific            | 1. Hongkong |
| Chengdu Airlines          | 1. Beihai 2. Chengdu-Shuangliu 3. Chengdu-Tianfu 4. Fuzhou 5. Jiayuguan 6. Lhasa 7. Shenyang 8. Taizhou 9. Weihai 10. Yancheng |
| China Eastern Airlines    | 1. Bangkok-Suvarnabhumi 2. Beihai 3. Pekin-Daxing 4. Chengdu-Tianfu 5. Chongqing 6. Dali 7. Dalian 8. Datong 9. Dongying 10. Enshi 11. Fuzhou 12. Guangzhou 13. Guiyang 14. Haikou 15. Hangzhou 16. Hongkong 17. Huai’an 18. Huizhou 19. Jiayuguan 20. Jinan 21. Jinchang 22. Jinzhou 23. Kaohsiung 24. Kuala Lumpur 25. Kunming 26. Lanzhou 27. Liuzhou 28. Nanchong 29. Ningbo 30. Ordos 31. Osaka-Kansai 32. Phnom Penh 33. Qingdao 34. Qionghai 35. Quanzhou 36. Rizhao 37. Sanya 38. Szanghaj-Hongqiao 39. Szanghaj-Pudong 40. Shennongjia 41. Shenyang 42. Shenzhen 43. Singapur 44. Sydney 45. Tajpej-Taoyuan 46. Taiyuan 47. Taizhou 48. Tiencin 49. Tokio-Narita 50. Ulanhot 51. Urumczi 52. Wenzhou 53. Xiamen 54. Xi’an 55. Xining 56. Yancheng 57. Yantai 58. Yinchuan 59. Yiwu 60. Yuncheng 61. Yulin 62. Zhanjiang 63. Zhoushan 64. Zunyi            |
| China Express Airlines    | 1. Enshi 2. Guiyang 3. Hohhot 4. Liupanshui |
| China Southern Airlines   | 1. Arxan 2. Bangkok-Don Muang 3. Pekin-Daxing 4. Bole 5. Changchun 6. Changzhi 7. Chengdu-Shuangliu 8. Chongqing 9. Dalian 10. Dubaj 11. Enshi 12. Guangzhou 13. Guiyang 14. Guyuan 15. Haikou 16. Hangzhou 17. Harbin 18. Ho Chi Minh 19. Hohhot 20. Hongkong 21. Huizhou 22. Islamabad 23. Jieyang 24. Jinan 25. Kaohsiung 26. Kunming 27. Lanzhou 28. Lijiang 29. Linyi 30. Londyn-Heathrow 31. Lüliang 32. Makau 33. Manzhouli 34. Moskwa-Szeremietiewo 35. Nagoja 36. Nanning 37. Nowy Jork-JFK 38. Ningbo 39. Osaka-Kansai 40. Phuket 41. Qingdao 42. Rzym-Fiumicino 43. San Francisco 44. Sanya 45. Seul-Inczon 46. Szanghaj-Pudong 47. Shenyang 48. Shenzhen 49. Shiyan 50. Tajpej-Taoyuan 51. Taiyuan 52. Tengchong 53. Tiencin-Binhai 54. Tokio-Narita 55. Urumczi 56. Wenzhou 57. Xiamen 58. Xi’an 59. Xining 60. Xishuangbanna 61. Yinchuan 62. Zhuhai |
| Chongqing Airlines        | 1. Changchun 2. Chongqing 3. Guiyang 4. Huizhou |
| Colorful Guizhou Airlines | 1. Guiyang 2. Libo 3. Xingyi |
| Donghai Airlines          | 1. Xining 2. Zhuhai |
| Fuzhou Airlines           | 1. Harbin 2. Zhuhai |
| Grand China Air           | 1. Harbin |
| GX Airlines               | 1. Jining |
| Hainan Airlines           | 1. Pekin 2. Changchun 3. Fuzhou 4. Haikou 5. Qingdao 6. Sanming 7. Sanya 8. Shenyang 9. Taiyuan 10. Tongren 11. Urumczi 12. Wenzhou |
| Joy Air                   | 1. Huangshan 2. Xiangyang |
| Juneyao Airlines          | 1. Dalian 2. Huizhou 3. Osaka-Kansai 4. Szanghaj-Hongqiao 5. Szanghaj-Pudong 6. Xishuangbanna 7. Yinchuan |
| Korean Air                | 1. Seul-Inczon |
| Kunming Airlines          | 1. Kunming |
| Loong Air                 | 1. Changchun 2. Hangzhou 3. Wenzhou 4. Xining 5. Xishuangbanna 6. Yinchuan |
| Lucky Air                 | 1. Dali 2. Kunming 3. Lhasa 4. Lijiang |
| Mandarin Airlines         | 1. Tajpej-Songshan |
| Okay Airways              | 1. Kaili 2. Nanning 3. Yibin |
| Ruili Airlines            | 1. Hongkong 2. Kunming 3. Mang 4. Xining |
| Scoot                     | 1. Singapur |
| Shandong Airlines         | 1. Pekin 2. Guiyang 3. Hulun Buir 4. Jinan 5. Nanning 6. Qingdao 7. Xiamen 8. Yantai 9. Yinchuan |
| Shanghai Airlines         | 1. Szanghaj-Hongqiao 2. Wenzhou |
| Shenzhen Airlines         | 1. Hohhot 2. Huizhou 3. Lanzhou 4. Nanning 5. Quanzhou 6. Shenyang 7. Shenzhen 8. Taiyuan 9. Yuncheng |
| Sichuan Airlines          | 1. Chengdu-Shuangliu 2. Chengdu-Tianfu 3. Chongqing 4. Harbin 5. Nanning 6. Nantong 7. Shennongjia 8. Xichang |
| Spring Airlines           | 1. Shenzhen 2. Wuhai |
| Suparna Airlines          | 1. Qingdao 2. Zhuhai |
| Thai AirAsia              | 1. Bangkok-Don Muang |
| Thai Lion Air             | 1. Bangkok-Don Muang |
| Tianjin Airlines          | 1. Haikou 2. Hohhot 3. Lijiang 4. Qingdao 5. Tiencin 6. Urumczi 7. Xiamen |
| Tibet Airlines            | 1. Chengdu-Shuangliu 2. Lhasa |
| T’way Air                 | 1. Seul-Inczon |
| Urumqi Air                | 1. Urumczi 2. Zhanjiang |
| West Air                  | 1. Chongqing 2. Fuzhou |
| Xiamen Air                | 1. Ankang 2. Dalian 3. Fuzhou 4. Hangzhou 5. Heze 6. Hohhot 7. Lanzhou 8. Luzhou 9. Mianyang 10. Nanning 11. Quanzhou 12. Tiencin 13. Urumczi 14. Xiamen 15. Xining 16. Xinzhou 17. Yinchuan 18. Zhongwei 19. Zunyi |